# (3041) Webb
(3041) Webb est un astéroïde de la ceinture principale.

## Description
(3041) Webb est un astéroïde de la ceinture principale. Il fut découvert le 15 avril 1980 à la station Anderson Mesa par Edward L. G. Bowell. Il présente une orbite caractérisée par un demi-grand axe de 2,59 UA, une excentricité de 0,15 et une inclinaison de 14,6° par rapport à l'écliptique.

## Compléments